# Sobri
A Sobri egy 2002-ben bemutatott magyar kalandfilm, amely Sobri Jóska bakonyi betyár életét mutatja be. A mozifilmből készült 6 részes tévésorozatot 2003-ban mutatták be. 

## Szereplők
| Szereplő               | Színész          |
| ---------------------- | ---------------- |
| Sobri Jóska            | Szarvas Attila   |
| Milfajt Ferkó          | Eperjes Károly   |
| Mari néni              | Törőcsik Mari    |
| Répa Rozi              | Bíró Nikolett    |
| Répa Mari              | Bíró Beáta       |
| Liliom Peti            | Horkay Péter     |
| Antónia                | Baranyai Vera    |
| Etelka                 | Börcsök Enikő    |
| Stettner Emil          | Szőke András     |
| Szűcs, korcsmáros      | Hollósi Frigyes  |
| Darkaváry János        | Szakácsi Sándor  |
| Csányi Elek            | Széles László    |
| Antónia nagyapja       | Zenthe Ferenc    |
| Hunkár Antal           | Tordy Géza       |
| Kesselstadt Henrik     | Hirtling István  |
| Görhes Jancsi          | Cserna Antal     |
| Benkő Lázár            | Rajhona Ádám     |
| Imre                   | Mucsi Zoltán     |
| Balázs                 | Harsai Gábor     |
| kasznár                | Kincses Károly   |
| Kopátsy József, főbíró | Bitskey Tibor    |
| Bori néni              | Pogány Judit     |
| Sarkadi Boriska        | Fullajtár Andrea |
| Hollósi István         | Mult István      |
| Gurubi Mihály          | Gazdag László    |
| Darnai Kálmán          | Németh Tibor     |
| Fekete András          | Kormos Gyula     |

## Külső hivatkozások
- Sobri a PORT.hu-n (magyarul)
- Sobri az Internet Movie Database oldalon (angolul)